# Neobuntonia
Neobuntonia is een geslacht van kreeftachtigen uit de klasse van de Ostracoda (mosselkreeftjes).

## Soorten
- Neobuntonia batesfordiensis (Chapman, 1910) Warne, 1987 †
- Neobuntonia foveata McKenzie, Reyment & Reyment, 1990
- Neobuntonia guttata (Brady, 1890)
- Neobuntonia oneroaensis Milhau, 1993 †
- Neobuntonia siebertorum Hartmann, 1981
- Neobuntonia southshetlandensis Blaszyk, 1987 †
- Neobuntonia sudaustralis McKenzie, Reyment & Reyment, 1990